# Bellac
Bellac (okcitansko Belac) je naselje in občina v osrednji francoski regiji Limousin, podprefektura departmaja Haute-Vienne. Leta 2008 je naselje imelo 4.372 prebivalcev.

## Geografija
Kraj se nahaja na severu francoske pokrajine Limousin ob reki Vincou, 40 km severno do severozahodno od Limogesa.

## Administracija
Bellac je sedež istoimenskega kantona, v katerega so poleg njegove vključene še občine Blanzac, Blond, Peyrat-de-Bellac, Saint-Bonnet-de-Bellac in Saint-Junien-les-Combes s 7.423 prebivalci.
Naselje je prav tako sedež okrožja, v katerem se nahajajo kantoni Bellac, Bessines-sur-Gartempe, Châteauponsac, Dorat, Magnac-Laval, Mézières-sur-Issoire, Nantiat in Saint-Sulpice-les-Feuilles s 40.515 prebivalci.

## Zanimivosti
- cerkev Notre-Dame de Bellac iz 12. do 14. stoletja, prvotno grajska kapela grofov la Marche
- stari kamniti most čez reko Vincou iz 13. stoletja
- srednjeveški ostanki obzidja iz 13. stoletja s stolpom Tour Genebrias (16. stoletje) in mestnimi vrati Porte Trilloux.

## Pobratena mesta
- Sifoe (Gambija),
- Wassertrüdingen (Nemčija).